# 30273 Samepstein
30273 Samepstein è un asteroide della fascia principale. Scoperto nel 2000, presenta un'orbita caratterizzata da un semiasse maggiore pari a 2,2264876 UA e da un'eccentricità di 0,1871318, inclinata di 3,31029° rispetto all'eclittica.